# Romans Teresy Hennert (film)
Romans Teresy Hennert – polski melodramat z 1978 roku w reżyserii Ignacego Gogolewskiego zrealizowany na podstawie powieści Zofii Nałkowskiej Romans Teresy Hennert.

## Obsada aktorska
- Barbara Brylska – Teresa Hennert
- Józef Duriasz – pułkownik Jan Omski
- Wieńczysław Gliński – porucznik Julian Gondziłł
- Tadeusz Janczar – profesor Laterna
- Elżbieta Kępińska – Binia Gondziłłowa, żona porucznika
- Anna Nehrebecka – Basia Olinowska, narzeczona Omskiego
- Hanna Balińska – Elżbieta Sasinówna, urzędniczka w Ministerstwie Reform Rolnych
- Małgorzata Lorentowicz – żona generała Chwościka
- Magdalena Wołłejko – Wanda Hennertówna
- Stanisław Zaczyk – Hennert, mąż Teresy, dyrektor w Ministerstwie Reform Rolnych
- Tadeusz Jastrzębowski – inżynier Sasin, urzędnik w Ministerstwie Reform Rolnych
- Igor Śmiałowski – generał Chwościk
- Józef Pieracki – Seweryn Tarnawa-Nutka, ojciec Teresy
- Andrzej Precigs – porucznik Lin
- Wojciech Wysocki – Andrzej Laterna, syn profesora
- Jerzy Moes – kawalerzysta
- Jerzy Felczyński – generał
- Tadeusz Cygler – wodzirej na raucie u generałowej Chwościkowej
- Edmund Karwański – podpułkownik

Źródło: Filmpolski.pl.

## Opis fabuły
Warszawa, lata 20. Do miasta trafiają dwaj oficerowie i towarzysze broni: porucznik Gondziłł i pułkownik Omski. Porucznik to lekkomyślny naiwniak, który wplątuje się w podejrzane interesy inżyniera Sasina i dyrektora Hennerta. Licząc na względy Elżbiety, córki Sasina, pogrąża się coraz bardziej, próbując zaspokajać potrzeby kochanki. W końcu jego przekręty wychodzą na jaw i zostaje aresztowany. Mimo niezbitych dowodów żona porucznika jest przekonana, że to polityczna prowokacja. Tymczasem pułkownik zostaje przedstawiony Teresie, żonie Hennerta, która robi na nim wielkie wrażenie. Od tego momentu udziela się towarzysko, by być bliżej niej.